# Sauveterrien
Le terme Sauveterrien désigne des industries mésolithiques hypermicrolithiques (à très petits microlithes, ou pointes de flèches mésolithiques). Il a été créé en 1928 par Laurent Coulonges pour nommer les industries découvertes entre l'Azilien et le Tardenoisien dans l'abri du Martinet, à Sauveterre-la-Lémance (Lot-et-Garonne). Il est globalement compris entre 9 500 et 7 500 ans BP.
Il existe plusieurs variantes du Sauveterrien, interprétées différemment selon les auteurs : Sauveterrien à trapèzes, Sauveterrien des Causses, Montclusien... Pour J.-G. Rozoy, ces faciès ont une signification culturelle et correspondent à des groupes contemporains, occupant des aires géographiques distinctes. M. Barbaza et N. Valdeyron ont proposé un « modèle réunifié » contredisant le « modèle Rozoy ». Pour ces auteurs, les différentes variantes sauveterriennes correspondent à un même courant culturel couvrant tout le Sud-Ouest de la France. Le Montclusien serait un stade évolutif du Sauveterrien précédant le Sauveterrien récent à trapèzes.
Le Sauveterrien est également présent au Roc Allan (Lot-et-Garonne), au Roc du Barbeau, au Cro du Cluzeau (Dordogne), aux Fieux (Lot) et s'étend jusqu'au centre de l'Europe. L'Italie présente une culture similaire, de même que l'ouest de l'Angleterre et le Pays de Galles  par opposition à l'est de l'Angleterre et le sud de l'Écosse (Maglemosien).
Le Sauveterrien est caractérisé par l'abondance des microlithes probablement utilisées comme armatures de flèches : pointes de Sauveterre (armature symétrique sur lamelle, très effilée, à un ou deux bords abattus par retouche abrupte), triangles, trapèzes, segments, etc. Il comporte quelques outils en os, parfois décorés d'incisions ou de figures géométriques.
Les groupes humains porteurs du Sauveterrien ont exploité les faunes tempérées forestières : sanglier, cerf, castor mais aussi escargots (Helix nemoralis), dont les coquilles sont parfois présentes en abondance dans les gisements archéologiques.